# Бюль (Берн)
Бюль (нім. Bühl BE) — громада  в Швейцарії в кантоні Берн, адміністративний округ Зееланд.

## Географія
Громада розташована на відстані близько 21 км на північний захід від Берна.
Бюль має площу 3 км², з яких на 7,4% дозволяється будівництво (житлове та будівництво доріг), 88,5% використовуються в сільськогосподарських цілях, 3,4% зайнято лісами, 0,7% не є продуктивними (річки, льодовики або гори).

## Демографія
2019 року в громаді мешкало 476 осіб (+13,6% порівняно з 2010 роком), іноземців було 5,7%. Густота населення становила 160 осіб/км².
За віковим діапазоном населення розподілялося таким чином: 16% — особи молодші 20 років, 65,5% — особи у віці 20—64 років, 18,5% — особи у віці 65 років та старші. Було 222 помешкань (у середньому 2,1 особи в помешканні).
Із загальної кількості 88 працюючих 32 було зайнятих в первинному секторі, 10 — в обробній промисловості, 46 — в галузі послуг.